# Murayama

Murayama (村山市 Murayama-shi?) este un municipiu din Japonia, prefectura Yamagata.